# گانسو
گانسو (به چینی: 甘肅) یکی از استان‌های کشور چین است.
این استان در شمال این کشور قرار گرفته و دارای مرز کوتاهی با کشور مغولستان نیز می‌باشد.
مرکز این استان شهر لانژو است.
جمعیت آن بالغ بر ۲۶ میلیون نفر است.
مساحت این استان برابر ۴۵۴٬۰۰۰ کیلومتر مربع است.